# 神樹

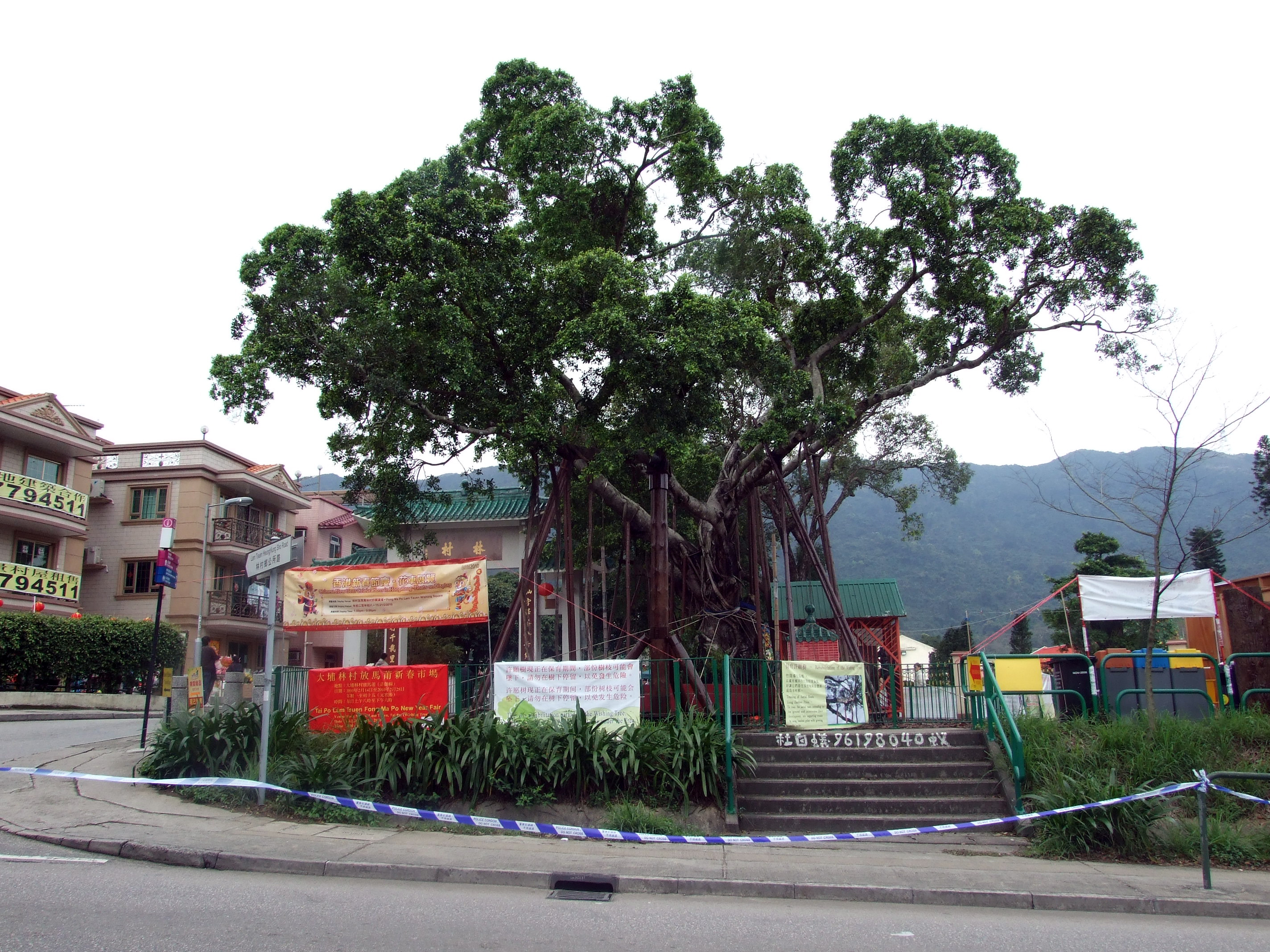
香港林村許願樹

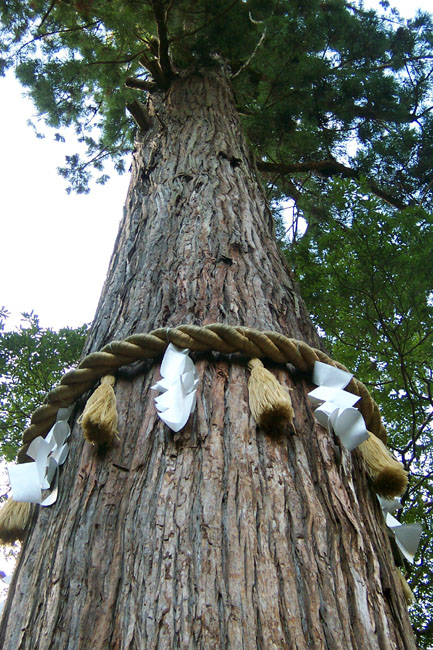
三重縣津市結城神社的御神木

神樹，是指被賦予神靈性質的樹，即樹木崇拜，在世界的許多地方均可發現，例如羅馬的橡樹神等。中國樹神的原型為周禮中象征社神的社樹，後來脫離社神而成為獨立的崇拜對象，屬於自然崇拜的一種，通常伴隨著宗教行為，如將樹圍上紅布、設神龕、香爐等，在華語圈統稱大樹公、樹王公等，亦有以樹名字尾加上「公」作為稱呼，如台灣彰化縣九龍大榕公、雲林縣萬年庄茄苳公等。在華南、香港、澳門、台灣、琉球，榕樹是很常見的神樹。
在臺灣，枝葉茂密而枝幹粗壯的老樹被人們認為具有神靈或神力在其中；老樹所在地的居民經常會認定該處為「地靈人傑」之地，並在樹蔭下建土地廟，祭拜祈求農作豐收，以為家族換取更多生活所需物資。

## 著名神樹
- 臺灣各地神樹
- 林村許願樹
- 新加坡大巴窯神樹（慈恩閣）[4]